# 迈克尔·柯林斯
迈克尔·约翰·“米克”·柯林斯（英語：Michael John "Mick" Collins；1890年10月16日—1922年8月22日）是爱尔兰革命领导人，爱尔兰共和国财政部长，爱尔兰共和军情报首長，英爱条约谈判爱尔兰代表团成员，爱尔兰临时政府主席和爱尔兰国民军总司令。他在1922年8月于爱尔兰内战中被枪击身亡。大多数爱尔兰政治党派都承认他对现代爱尔兰国家的建立做出的贡献，政治党派“爱尔兰统一党”（Fine Gael）的成员和支持者们特别将其作为运动的创始人来纪念；该党原名“盖尔联盟”（Cumann na nGaedhael））。

## 生平

### 早期岁月
柯林斯出生于爱尔兰科克郡靠近克洛纳基尔蒂的Sam's Cross，他在八个兄弟姊妹中排行第三（是最小的兒子）。虽然多数传记都说他的生日是1890年10月16日，但他的墓碑上却说他生于1890年10月12日。
他的家族——柯林斯家族（muintir Uí Choileáin），曾是靠近利默尼里克的领主，但就像许多爱尔兰贵族一样，他们最终成为普通农民。他们拥有145公顷（59 ha）的农场，较多数十九世纪末的爱尔兰农民，仍富裕舒适很多。迈克尔的姐姐海伦娜成为了一名修女，称作玛丽·塞莉斯廷修女，她在伦敦担任教师。
他的父亲也叫迈克尔·柯林斯。他年轻时就参加了共和党人的芬尼亚会，但是后来却离开了，定居下来务农。老柯林斯六十岁时和二十三岁的玛芮安妮·布莱恩结婚。他去世时柯林斯只有六岁。
柯林斯是聪明早熟的孩子，脾气暴烈，富爱国主义的激情，这是受了本地铁匠詹姆斯·桑特里和后来的利萨维尔德国立学校校长丹尼斯·里昂的影响。丹尼斯是爱尔兰共和党人兄弟会的成员（简称IRB，后来柯林斯最终成了此组织的领袖）。柯林斯身材魁梧，喜爱运动。1906年2月柯林斯通过不列颠国民服役考试，值得一提的是在考试中，他赞扬了这个“伟大的帝国”。
毕业后，柯林斯像许多其他的爱尔兰人（特别是克洛纳基尔蒂地区的人）一样去了伦敦。在那里从1906年7月起，他在一个邮政所工作，在那里他和他的姐姐乔安娜一起生活。
他加入了盖尔人运动协会，并通过它加入了IRB，这是个致力于爱尔兰解放的秘密社团。山姆·马奎尔這位来自科克郡Dunmanway的新教徒与共和党人，介绍了19岁的柯林斯加入IRB，柯林斯以后将在其中扮演重要角色。

### 复活节起义

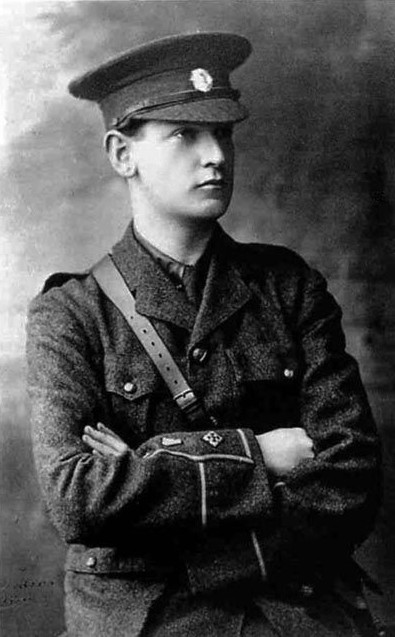
少年时期

迈克尔·柯林斯第一次为人所知，是在1916年的复活节起义。因身为出色的组织者，而在IRB备受尊敬。他也因此被指定为布朗克伯爵的财务顾问，他是起义的组织者之一约瑟夫·布朗克的父亲，柯林斯后来成为了他的副官。
起义于1916年的复活节爆发时，柯林斯和帕特里克·柏思还有其他人，一起在都柏林邮政总局大楼并肩战斗。正如许多人期望的，起义最后变成一场军事上灾难。当许多人相信“血祭”的理论（就是通过起义领导者的牺牲来激励其他人），庆祝起义终于发生的时候，柯林斯则将他所看到的过程称为“鲁莽的业余行为”，特别是夺取邮政总局大楼这样明显的建筑，既无法防守、无法逃出，供应也无法接济。（在独立战争期间，他坚决避免采用这种成为“死靶子”的策略，带领他的战士们像“飞行纵队”那样开展游击战打击英国人，将损失减到最低，而效果发挥到最大）。柯林斯和其他参与者一样被逮捕，差点就被送上绞刑架，后来则被送去位于 Frongoch 的看守所。在那里，他的领导才能得到充分展现。到了大赦时，柯林斯已经成为后起的新芬党领导人之一。新芬党那时还只是个小小的民族主义政党，但英国政府和爱尔兰媒体都误以为是新芬党组织了起义。起义幸存者的加入，更为这个本因英国人的攻击而招致“恶名”的无辜组织增加资本。
1917年10月，柯林斯通过自己的才能和手段，已成为了新芬党的领导成员，而爱尔兰志愿者组织的首长埃蒙·德瓦莱拉是这两个组织的主席。

### 第一届议会
1918年大选中，柯林斯和其他的新芬党候选人一起被推选为英国下院爱尔兰议员的候选人，这次柯林斯顺利当选，成为代表南科克的议员。但是和他们在爱尔兰国会党中的对手不同的是，新芬党的议员们宣布他们将不会去英国国会就职，相反的他们要在都柏林成立一个爱尔兰的议会。
这个被称为“Dáil Éireann”（意思是爱尔兰国民大会）的新议会，于1919年1月在都柏林的市长官邸召开。埃蒙·德瓦莱拉及其新芬党的主要领袖全被逮捕。柯林斯之前已经通过他的谍报网得到风声，并已经警告那些领袖们，但德瓦莱拉却忽视这個警告，他认为如果大逮捕真的发生，他们就可以趁机组织一场宣传攻势。但直到所有的领导成员都被逮捕，他们才意识到剩下的人根本不够用来煽动媒体。
德瓦莱拉不在的那段时间，卡哈尔·布鲁阿被选为“Príomh Aire”（字意是总理，但通常翻译成“议会主席”），直到柯林斯帮助德瓦莱拉于1919年4月从林肯郡的监狱成功逃出。
柯林斯在1919年时有几个职务：夏季时他被推选为IRB（爱尔兰共和兄弟会）的主席，九月时开始担任由志愿者组成的爱尔兰共和军情报部门负责人（注1）（这名字，象征着该组织宣称自己是爱尔兰共和国于1919年1月认可的军队）。爱尔兰独立战争也于1919年1月第一届议会召开的同日打响，两位未获命令擅自行动的志愿者在蒂柏雷镇的 Soloheadbeg 枪杀了两名看守弹药库的警察（另见 Dan Breen）。

### 财政部长時期

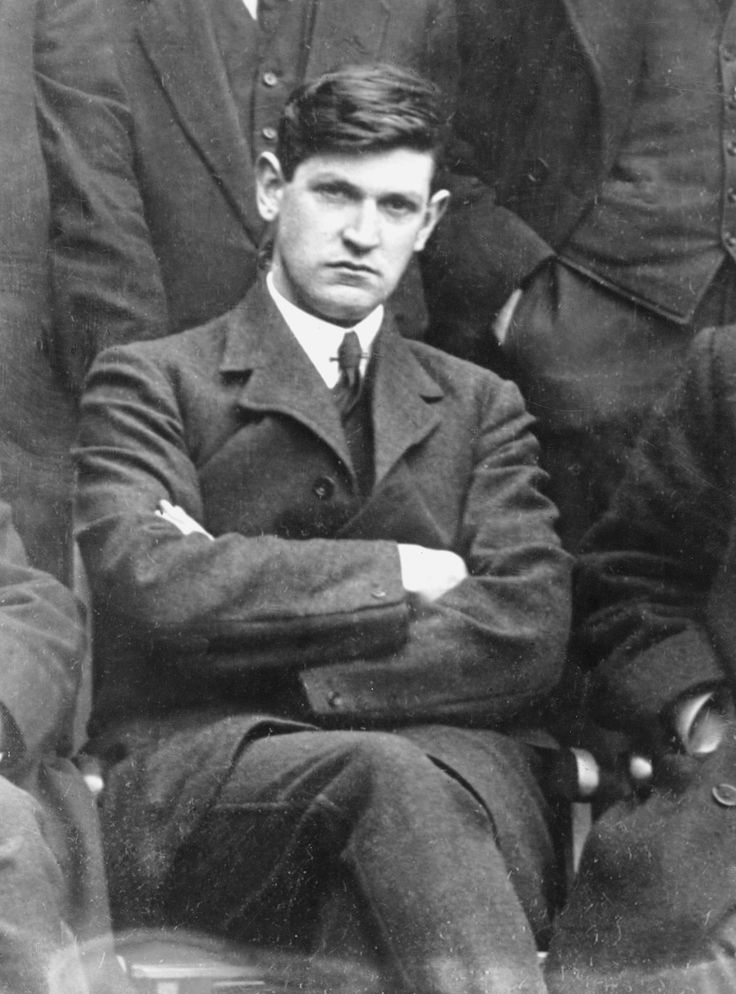
第一屆國民議會財政部長，1919年

1919年，早已经十分忙碌的柯林斯被埃蒙·德瓦莱拉，指定为财政部长。
可以理解的是，在残酷的战争年代，内阁部长们随时都可能被爱尔兰皇家警察、英国军队、爱尔兰王室警吏团或是那些辅助人员认出而遭到逮捕乃至杀害，大多数部长都僅有名义，一两个人在私人住宅的一个房间里办公而已。
柯林斯则不然，他的财政部居然能够以国家贷款的名义，筹集一大笔款项以资助全新的爱尔兰共和国。柯林斯的名气变得非常大，甚至列宁都听说了這個消息，还派遣一名代表到都柏林，以俄罗斯皇冠上的珠宝做抵押，向爱尔兰共和国借一笔钱来支持苏俄。（这些珠宝一直留在都柏林的保险柜，所有人把这件事都忘记了，直到二十世纪三十年代才被人偶然发现。）
回想起来，那时柯林斯的工作负荷和成就都十分惊人。从成立一支特别的暗杀队来暗杀那些英国特工，到安排世界闻名的国家贷款；从指挥爱尔兰共和军到后来埃蒙·德瓦莱拉前往并且长期滞留美国时，依然使政府高效率地运转；还有管理武器走私活动。这场革命已经几乎成为了柯林斯一个人的了。
柯林斯和理查德·穆尔卡希在领导爱尔兰共和军各个分散、且极度地方化的游击队行动方面，是最主要的组织者。虽然柯林斯因为在独立战争期间组织爱尔兰共和军的“飞行纵队”而受到赞誉，但並不表示柯林斯一个人组织了这些行动。他对“飞行纵队”的成立无疑是有卓越贡献，但其主要的组织者却是迪克·麦基，他后来在1920年的英国人的报复行动“血腥星期天”中被杀。除此之外，爱尔兰共和军的大量活动其实是在各地领导者的指挥下开展的，其战略战术则是柯林斯和穆尔卡希建立的。
1920年，柯林斯三十岁时，英国方面悬赏一万英镑收买任何能抓住或打死迈克尔·柯林斯的消息。他的名气甚至大过了爱尔兰共和军本身，由此他得到了一个绰号“大家伙”。
在各位领袖中，他和两个人成为敌人：一是卡哈尔·布鲁阿，其作为国防部长却在军事方面被下属抢了风头（虽然柯林斯只是名义上的财政部长，而布鲁阿的国防部长位子却非常重要）；还有就是埃蒙·德瓦莱拉，爱尔兰的总理。
停战后，在英国政府和尚不被承认的爱尔兰共和国之间進行了会议。只有苏联因需要财政支援，而在外交上承认了爱尔兰共和国，尽管德瓦莱拉还有其他优秀的美籍爱尔兰人长期逗留华盛顿，还有西恩·奥凯利召开的凡尔赛和平会议，但是除了苏联之外，他們並沒有被其他国家承认。
让人惊讶的是，埃蒙·德瓦莱拉于1921年8月，让议会将他从总理升为共和国总统，这样在谈判中他就和英王乔治五世处于同等地位，接着他宣布既然英王不能参加谈判，那作为共和国总统的他也不能参加。他提名了一支由阿瑟·格里菲思所率领，迈克尔·柯林斯为副手的谈判代表团。柯林斯一直认为德瓦莱拉应率领谈判团，他虽感到犹疑，还是同意动身前往伦敦。

### 英爱条约

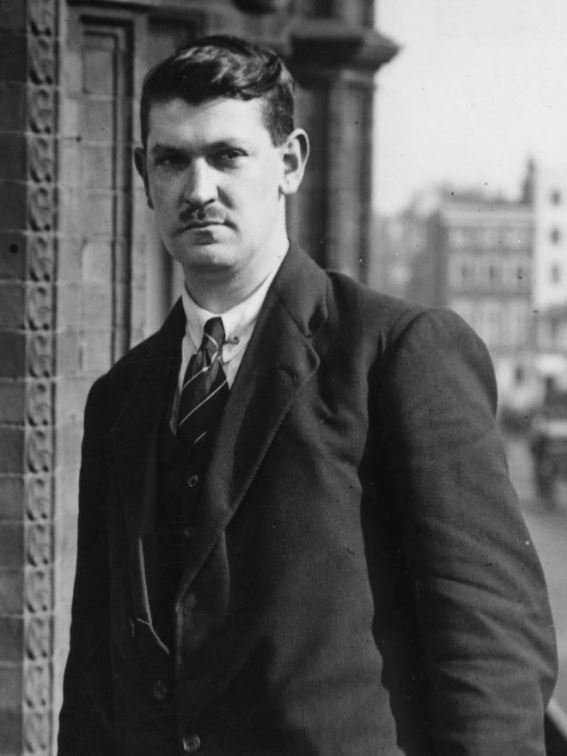
英愛條約談判代表，1921年

谈判最终结果，是达成了英爱条约。条约规定成立爱尔兰邦，称“爱尔兰自由邦”（这是从爱尔兰语 Saorstát Éireann 翻译过来的，德瓦勒拉曾用来作为自己信笺的抬头，虽然他将其翻译成不是那么字面上含义的“爱尔兰共和国”。）
条约提供建立一个大爱尔兰国家的可能性，前提是东北部的六个郡选择不参加自由邦（他们马上就这样做了）。根据此约就可以成立一个边界委员会，来重新划定爱尔兰边界。柯林斯希望藉此来缩小北爱尔兰的面积，使其经济上无法自立，从而实现统一。因为大多数统一派的人口都集中在相对较小的阿尔斯特东部。
新的爱尔兰自由邦将会是个自治领，拥有两院议会，政府权力归于英王，但是由被称为Dáil Éireann 的下院（翻译为Chamber of Deputies）选出的政府来执行。有独立司法系统，还有其他远超过查尔斯·斯图尔特·帕乃尔及其后来的爱尔兰国会党所追求的独立形式。
共和党人中的纯粹派视其为出卖的举动，因为用英帝国之内的自治领取代共和国，而且据说还要向英王宣誓效忠。（实际上是向爱尔兰自由邦宣誓，附加向英王效忠，以此作为条约的一部分，并非向英王单方面效忠）。
条约最终导致新芬党分裂。议会在经过十天激烈争论后，以64票对57票通过条约。这期间卡哈尔称柯林斯其实并非高级军官，只是报纸将他描述成“赢得战争的那个人”。但实际情况是，柯林斯才是在英爱战争期间，全面负责爱尔兰共和军军事行动的人。德瓦莱拉加入反对条约的一派，反对做出任何让步。他的反对者指责他早就意识到，欲达成协议，英王的王冠就必须在某个地方以某种形式体现出来。更激烈的反对者甚至指责他不敢率领谈判代表团，因为他知道谈判结果不可能在短期内产生共和国。

### 三重批准
根据条款，必须有三个单独的议会批准此协议。英国议会批准了，爱尔兰议会也批准了，虽然它被要求批准更多的是由于政治因素而非法律。爱尔兰议会在国际上尚无法律地位，並未因作为爱尔兰国家议会而为国际所接受（因其仍被英国视为非法组织），但它的地位至关重要，因为它反映了新芬党成员的声音，而且新芬党代表了多数爱尔兰人民。除此之外，条约也需要第三方的批准，就是南爱尔兰下院，它代表爱尔兰南部26个郡，依照爱尔兰政府1920年法令成立的“合法”议会。它的128名成员中，有124名通过选举产生进入了于1921年成立的第二议会，并于1921年12月批准了条约。

### 临时政府
按照1919年的宪法，爱尔兰议会继续存在。德瓦莱拉辞去总统职务以寻求再次当选，同时也为了摧毁刚批准的条约。但阿瑟·格里菲思在大选中击败了他就任总统（阿瑟称自己为议会主席而非德瓦莱拉的更高级的共和国总统）。但这个新政府在英国宪政体制内没有合法地位，这样又产生了另外一个政府，以便名义上对南爱尔兰下院负责。
新的临时政府在柯林斯的领导下成立，他自己就任临时政府总理，且依然保留着格里菲思政府财政部长的职务。这复杂状况可从柯林斯的就职窥见。从英国法律來看，他是英王委派的政府总理，在国王特权下就职。为此他必须正式会见爱尔兰总督 Fitzalan 子爵 。从共和党人角度来说，柯林斯会见 Fitzalan 是为了接收移交英国政府移交政府所在地都柏林城堡。按照英国的宪政理论，他在会见 Fitzalan 时要“吻手”。就这样，双方只是会见一下而不是签署任何文件就让柯林斯双重就职了。（据说柯林斯出席此仪式时晚了七分钟，因此受到 Fitzalan 的责难。柯林斯回答说：“你不过才等了七分钟，而我们已经等了七百年！”）

### 条约争议

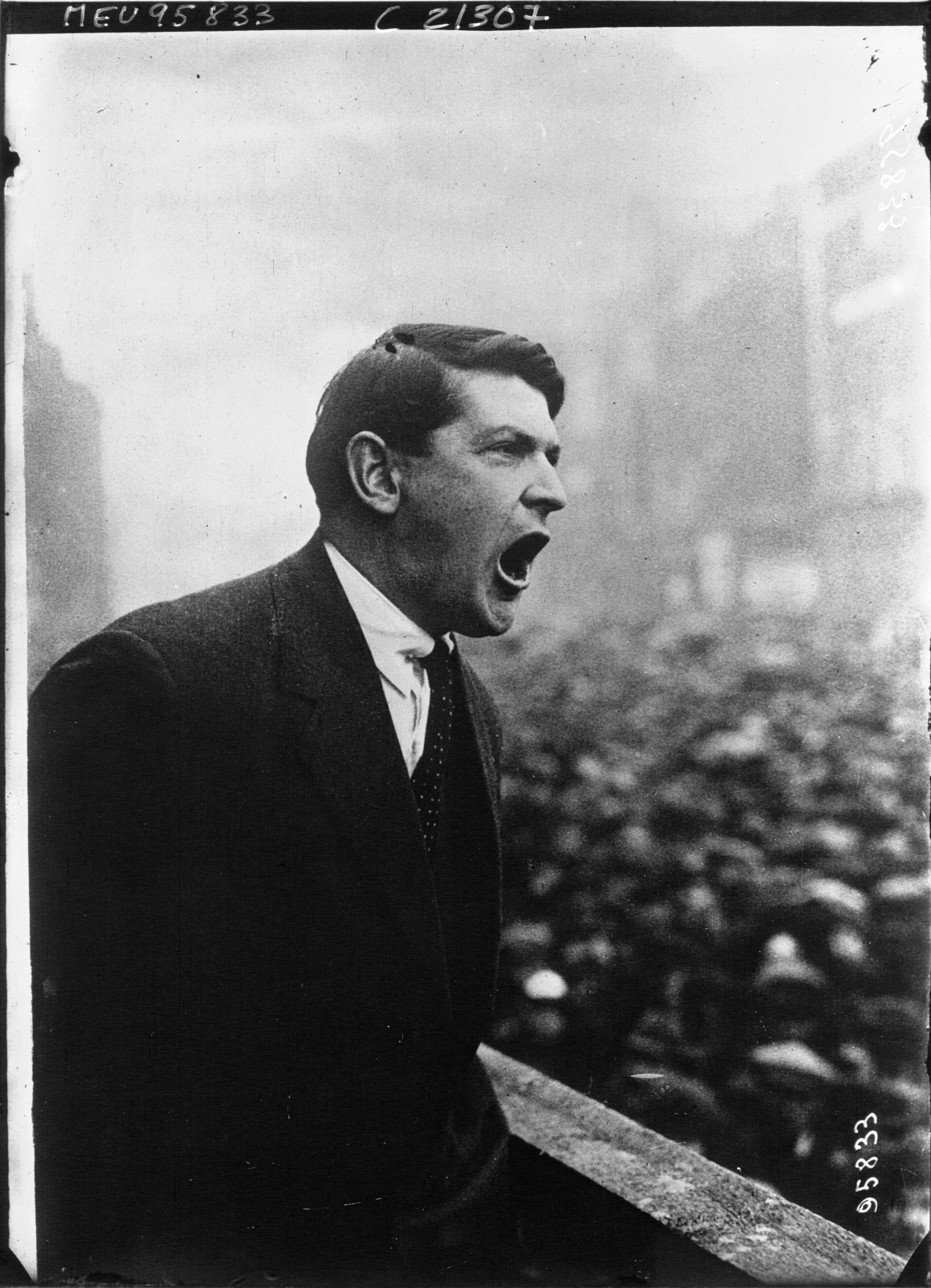
在都柏林演说，1922年

条约在爱尔兰引起了巨大争议。首先，爱尔兰共和国总统德瓦莱拉，对柯林斯未经他本人及其内阁授权，即签署条约感到不满。
其次，条约内容也备受争议。德瓦莱拉及其共和运动的许多成员，反对将爱尔兰作为英帝国之下的自治领，更反对象征性地向英王宣誓效忠。还有引起争议的是英国保留爱尔兰南部海岸的通商口岸，供皇家海军使用。這些争议都会使英国可以威胁爱尔兰的外交政策。几乎一半的议员反对这项条约。条约最后于1922年1月7日以64票对57票通过。更严重的是，大多数爱尔兰共和军成员反对该条约，使前途笼罩上了内战的阴影。
奇怪的是事后人们才意识到，对爱尔兰自由邦和北爱尔兰的分裂倒是没有引起太大争议。其中一个主要原因即是，柯林斯早已秘密安排在北爱尔兰开展游击战争。
1922年初，他不断地派遣爱尔兰共和军的部队去边界，提供武器和金钱给爱尔兰共和军在北方的部队。1922年6月他和爱尔兰共和军参谋长利亚姆·林奇还组织支持和反对条约的共和军部队沿着新定的边界展开了一次攻势。英国人提供给临时政府的武器也就换到了北方的共和军的手中。这项行动后来在英国的压力下于6月3日停止，柯林斯发布命令说：“任何南部26郡的部队，无论是在政府控制下的（支持条约的），还是隶属于参谋长的（反对条约的），都不允许入侵北部六郡的地域。”但是边界上的冲突一直到内战在南部爆发才得以中止。如果柯林斯还活着的话，他就会利用一切机会在北爱尔兰开展全面的游击战争。因为这一点，北部的爱尔兰共和军都支持柯林斯，其中的524人还加入了自由邦的军队参加了内战。
1922年6月在内战爆发的前夕，柯林斯依然在尽一切努力弥补民族主义运动的裂痕，避免战争。德瓦莱拉在议会中反对条约，他带着他的支持者从议会中退出。柯林斯做出妥协，让新芬党的两派，支持条约的和反对条约的，联合参选自由邦的首次选举，然后组成一个联合政府。
柯林斯建议自由邦应该有一个共和宪法，其中不提到英王，也不批评条约。这样即使连最不妥协的共和党人也可以接受。为了统一军队，他建立了一个“军队再次统一委员会”，由来自支持和反对条约的军人代表组成。他甚至利用他自己任主席的秘密组织“爱尔兰共和党人兄弟会”来促使爱尔兰共和军的军官们接受协议。但是，英国否决了制定爱尔兰宪法的提议，威胁要进行经济封锁，声称爱尔兰人签署条约时不诚实，条约中的条款不容修改。柯林斯因此再也无法调节反对条约的一方。接下来一些反对条约的爱尔兰共和军的行动最终导致了内战的爆发。
当英爱条约签署后，英方代表大法官弗列德利克·史密斯向柯林说他必定被国内当做丢失爱尔兰的罪人，签下条约无疑是宣判政治生涯的死刑时，柯林斯回答：“当您为了交涉而苦恼，在伦敦的暗夜中感到绝望时，请好好想起：我到底为爱尔兰争取到什么，而这真的是爱尔兰盼望了七百年的东西吗？有任何人会真正满意这次谈判的结果吗？我可以告诉你，今天早上我签下的就是我的死刑判決。」

### 内战以及柯林斯之死

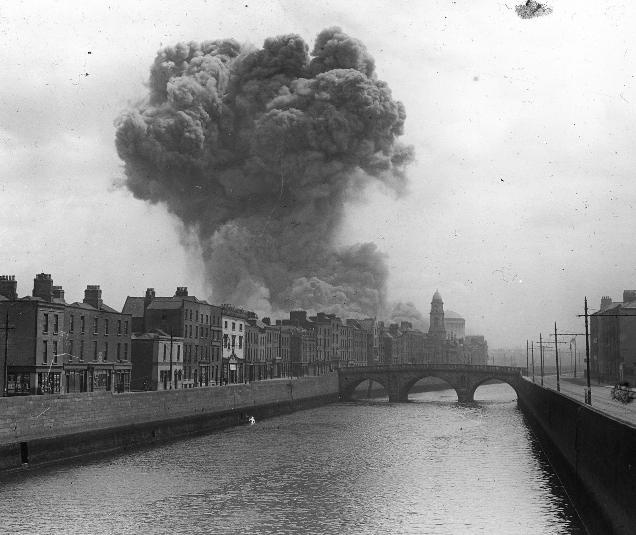
炮击四法院，都柏林战役，1922年6月28日

1922年2月一组200人的反对条约的爱尔兰共和军的成员占领了都柏林的爱尔兰最高法院以挑战临时政府。柯林斯本打算不惜一切代价以避免内战，因此直到1922年6月在英国人的压力下才发起进攻。1922年6月22日，退休的英国将军亨利·休斯·威尔逊在伦敦的贝尔塔莱雅区被两名爱尔兰共和军成员枪杀。当时认为爱尔兰共和军中反对条约的人应该为此负责，温斯顿·丘吉尔告诉柯林斯说除非他立刻进攻最高法院，否则他会让英国军队来做。
实际上，现在已经证实是柯林斯本人下令杀死威尔森以报复他参与攻击北爱尔兰的罗马天主教。乔·多兰是柯林斯在独立战争期间的暗杀团的成员，1922年时在自由邦军队中任上尉。他于1955年披露了此事。他还说柯林斯曾命令他设法在两名枪手被执行死刑之前解救他们。无论如何，这件事迫使柯林斯采取行动对付最高法院中的人。当他们绑架了一位自由邦军队的将军康奈尔的时候，柯林斯更加被激怒了，在最后一次劝说他们离开未果以后，他从英国军队借来了两门18磅的火炮，开始轰击堡垒，直到里面的人投降。
这件事导致了反对条约的爱尔兰共和军和自由邦的军队在都柏林的内战的爆发。在柯林斯的指挥下，自由邦的军队很快就控制了首都。在1922年7月，反对条约的军队占据着南部省份芒斯特还有其它的几个地方。德瓦莱拉和其他反对条约的议员们和反条约的爱尔兰共和军在一起。到了1922年中期，柯林斯正式卸下临时政府主席的职务，成为国家军队的总司令。这是一支以亲条约的爱尔兰共和军为核心而成立的正规军队。自由邦军队在英国的支持下在内战中迅速地发展起来。1922年7、8月间柯林斯和理查德·穆尔卡希还有約恩·奧達菲决定实施一系列的登陆以夺回芒斯特和西部地区。作为这次行动的一部分，柯林斯拒绝了同僚们的建议，也忍受着胃痛和沮丧，前往他的老家科克。据说柯林斯告诉他的战友们说“他们不会在我自己的家乡向我开枪。”

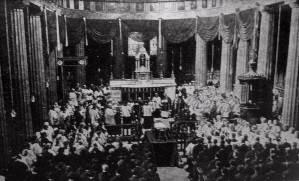
国葬弥撒，都柏林圣玛利亚临时主教座堂

1922年8月22日，在途中一个叫做Béal na mBláth小村庄，他遭遇伏击而遇害，伏击仅持续了20分钟，他是这次行动中唯一一位阵亡的。他可能有些轻敌了，他命令他的卫队停下来回击，而不是像当时和他在一起的埃米特·道爾頓所希望的那样留在他的防弹汽车里继续向前开到一个安全的地方。柯林斯死的时候年仅31岁。关于是谁射出了致命的一枪并没有一致的意见，甚至连暗杀者的身份也存在争议。一些书暗示杀手是丹尼斯·奥尼尔，他是一名前英国军队的神枪手，于1950年去世。柯林斯的人震惊于他们传奇的“大家伙”所发生的事情，将他的遗体运去了科克郡，从那里乘船去都柏林。他的遗体在圓形建築醫院停放了三天，有上万人前来悼念并向他致以敬意。

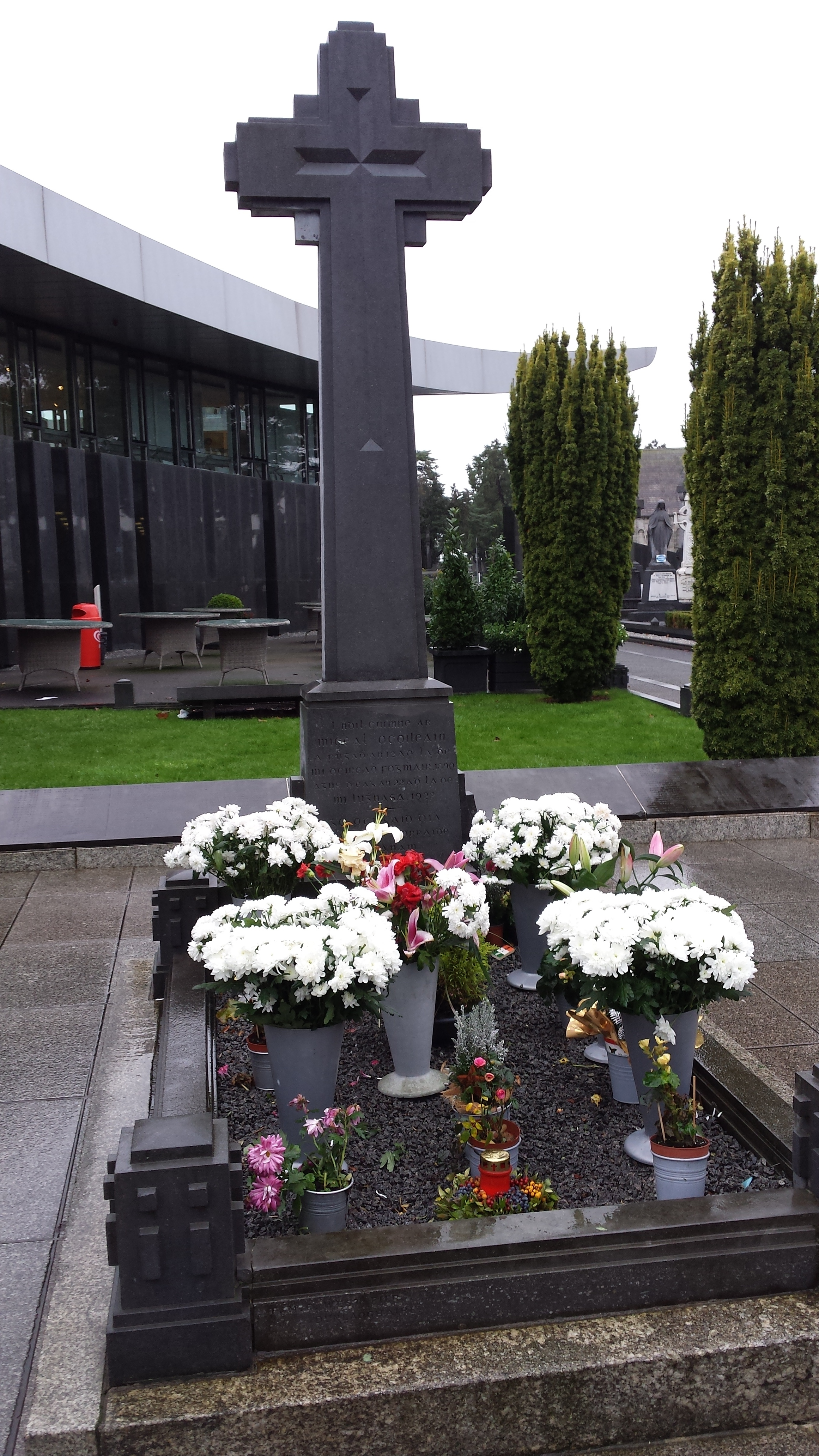
柯林斯之墓，都柏林格拉斯涅文公墓

## 文化影响

### 有关迈克尔·柯林斯的电影
在尼尔·乔丹于1996年执导的电影《豪情本色》（Michael Collins）中，柯林斯由连恩·尼逊扮演，朱莉娅·罗伯茨饰演柯林斯的未婚妻Kitty Kiernan。虽然这部电影因为将柯林斯的故事带给了全世界的观众而受到了广泛的赞扬，但是一些历史学家也批评它在某些事实上与历史不符。

## 外部連結
- Information on Collins from local tour operator （页面存档备份，存于）
- Michael Collins Centre
- Collins 22 Society